# Pisinemo
Pisinemo (O'odham Pisin Moʼo) és una concentració de població designada pel cens dels Estats Units a l'estat d'Arizona. Segons el cens del 2000 tenia 237 habitants.

## Demografia
Segons el cens del 2000, Pisinemo tenia 237 habitants, 70 habitatges, i 48 famílies La densitat de població era de 54,5 habitants/km².
Dels 70 habitatges en un 35,7% hi vivien nens de menys de 18 anys, en un 22,9% hi vivien parelles casades, en un 31,4% dones solteres, i en un 31,4% no eren unitats familiars. En el 28,6% dels habitatges hi vivien persones soles el 8,6% de les quals corresponia a persones de 65 anys o més que vivien soles. El nombre mitjà de persones vivint en cada habitatge era de 3,39 i el nombre mitjà de persones que vivien en cada família era de 4,13.
Per edats la població es repartia de la següent manera: un 34,2% tenia menys de 18 anys, un 13,1% entre 18 i 24, un 23,6% entre 25 i 44, un 22,4% de 45 a 60 i un 6,8% 65 anys o més.
L'edat mediana era de 28 anys. Per cada 100 dones de 18 o més anys hi havia 88 homes.
La renda mediana per habitatge era de 13.977 $ i la renda mediana per família de 17.917 $. Els homes tenien una renda mediana de 0 $ mentre que les dones 28.750 $. La renda per capita de la població era de 5.507 $. Aproximadament el 48,8% de les famílies i el 50,2% de la població estaven per davall del llindar de pobresa.

## Poblacions més properes
El següent diagrama mostra les poblacions més properes.